# 萨班斯-奥克斯利法案
《薩班斯·奥克斯利法案》（英語：Sarbanes-Oxley Act），是美国国会在安隆公司及世界通訊等財務欺詐事件破產後，處理其暴露出來的公司和證券監管問題所立的監管法規，簡稱《SOX法案》《索克思法案》《塞班斯法案》或《沙賓法案》。法案全稱《2002年上市公司會計改革和投資者保護法案》（Public Company Accounting Reform and Investor Protection Act of 2002），由參議院銀行委員會主席保羅·沙賓（Paul Sarbanes）和眾議院金融服務委員會主席邁克·奧克斯利聯合提出，又被稱作《2002年薩班斯・奧克斯利法案》。該法案對美國《1933年證券法》《1934年證券交易法》做出大幅修訂，在公司治理、會計職業監管、證券市場監管等方面作出了許多新的規定。

## 立法背景
2001年12月美國最大的能源公司之一——安隆，突然申請破產保護，此後爆出財務造假事件，上市公司和證券市場醜聞不斷。特別是2002年6月的世界通訊公司會計醜聞事件，「徹底打擊了投資者對資本市場的信心」（國會報告，2002）。美國國會和政府加速通過了該法案以圖改變這一局面。
法案的第一句話就強調立法目的：「遵守證券法律以提高公司揭露的準確性和可靠性，從而保護投資者及其他目的」
美國總統小布希在簽署該法案的新聞發佈會上稱「這是自羅斯福總統以來美國商業界影響最為深遠的改革法案」。
該法案最初於2002年2月14日提交給國會眾議院金融服務委員會，到7月25日國會參眾兩院最終通過，先後有6個版本：2月14日、4月22日、4月24日、7月15日、7月24日、7月25日（最後版本）。
　　

## 主要內容
最後修訂完稿的該法案共分11章，第1至第6章主要在於對會計職業及公司行為的監管，包括：
- 建立一個獨立的公司會計監管委員會（Public Company Accounting Oversight Board, PCAOB），對上市公司的審計進行監管；
- 通過負責合夥人輪換制度以及咨詢與審計服務不兼容等提高審計的獨立性；
- 限定公司高階管理人員的行為，改善公司治理結構等，以增進公司的報告責任；
- 加強財務報告的披露；
- 通過增加撥款和僱員等來提高美國證監會的執法能力。

第8至第11章主要是提高對公司高層主管及白領犯罪的刑事責任:
- 針對安達信銷毀審計檔案事件，制訂法規，銷毀審計檔案最高可判10年監禁，在聯邦調查及破產事件中銷毀檔案最高可判20年監禁；
- 強化公司高管層對財務報告的責任，公司高管須對財務報告的真實性宣誓，提供不實財務報告將獲10年或20年的刑事責任。

法案第7章要求相關部門在該法案正式生效後的指定日期內（一般都在6個月至9個月）提交若干份研究報告，包括：會計師事務所合併、信貸評等機構、市場違規者、法律的執行、投資銀行等研究報告，以供相關執行機構參考，並作為未來立法的參照。
美國2001年至2002年度所爆發的各項公司醜聞事件中，企業管理階層無疑應當負有最主要的責任，因而，該法案的主要內容之一就是明確界定公司管理階層的責任（如對公司內部控制進行評估等）、尤其是對股東所承擔的受託責任，同時，加大對公司管理階層及白領犯罪的刑事責任。企業會計人員以及外部審計人員在這些事件中的負面作用也是不容否定，比如，安然通過複雜的特殊目的主體安排，虛構利潤、隱瞞債務，而世界通訊則是赤裸裸的假帳，因此提高財務報告的可靠性，成為該法案的另一個主要內容，法案的要求包括：
- 建立一個獨立機構來監管上市公司的審計
- 審計師定期輪換
- 全面修訂會計準則
- 制訂關於審計委員會成員構成的標準
- 要求管理階層即時評估內部控制、更即時的財務報告
- 對審計時提供諮詢服務進行限制等。

從全部法案的次序安排來看，這些內容排在前三章，而篇幅也超過2/3。因而，該法案更像一個會計改革法案。

## 評論與啟示
該法案標誌著美國證券法律根本思想的轉變：從揭露轉向實質性管制。儘管該法案立法匆忙，但它仍然經歷了將近20次的公開聽證，同時，美國國會相關人員對該法案展開了較充分地爭論，並盡可能地限制該法案對經濟運行的負面影響。比如，針對Gramm提出的小型企業問題，法案保留了由PCAOB按個案審批豁免的權力（第201節）。

## 外部連結
- Sarbanes-Oxley Act of 2002
- Text of the SOX Act （页面存档备份，存于）
- President George W. Bush — Signing Statement （页面存档备份，存于）
- Study Pursuant to Section 108(d) of the Sarbanes–Oxley Act of 2002 on the Adoption by the United States Financial Reporting System of a Principles-Based Accounting System （页面存档备份，存于）
- The 10th Anniversary of the Sarbanes-Oxley Act: Hearing before the Subcommittee on Capital Markets and Government Sponsored Enterprises of the Committee on Financial Services, U.S. House of Representatives, One Hundred Twelfth Congress, Second Session, July 26, 2012, 139 pages （页面存档备份，存于）